# Shahe (köping i Kina, Jiangxi)
Shahe (kinesiska: 沙河, 沙河镇) är en köping i Kina. Den ligger i provinsen Jiangxi, i den sydöstra delen av landet, omkring 330 kilometer söder om provinshuvudstaden Nanchang. Antalet invånare är 33597. Befolkningen består av 16 312 kvinnor och 17 285 män. Barn under 15 år utgör 21,0 %, vuxna 15-64 år 72 %, och äldre över 65 år 5,0 %.
Genomsnittlig årsnederbörd är 1 887 millimeter. Den regnigaste månaden är maj, med i genomsnitt 333 mm nederbörd, och den torraste är oktober, med 17 mm nederbörd.